# 安琪拉的灰燼
《安琪拉的灰燼》（英語：Angela's Ashes）是愛爾蘭裔美國作家法蘭克．麥考特（1930年8月19日-2009年7月19日）在1996年完成的回憶錄文學作品。書中內容主要敘述作者童年趣聞軼事，從幼兒時期在紐約布魯克林生活開始描述，主要篇幅描述他在愛爾蘭利默里克勞工生活，其中也包括他掙扎於貧窮生活與父親酗酒問題。

## 創作成就
本書在1996年出版，並於隔年1997年贏得普立茲獎的傳記文學獎、國家書評獎及洛杉磯時報書卷獎，直到2018年仍是全球最大線上購物亞馬遜網站愛爾蘭傳記類書籍暢銷榜首。本書在世界各國譯為25種語言，全球銷售量超過四百萬本，1999年法蘭克．麥考特出版了《安琪拉的灰燼》續集《'Tis》描述他與妻子及家人生活，書中結尾作者將母親安琪拉．麥考特的骨灰安置於愛爾蘭，2005年出版他在紐約高中與大學的教學經驗傳記夢想教室，在北美創下千萬本銷售量。

## 故事情節
作者法蘭克．麥考特出生於1930年8月19日的紐約布魯克林貧民區，他是家中長子，父母都是從愛爾蘭移民到美國並因為懷了法蘭克．麥考特而奉子成婚，母親安琪拉來自愛爾蘭利默里克，喜愛音樂、唱歌與跳舞。法蘭克．麥考特幼年因父母貧困不堪、無法在美國生活舉家搬遷回家鄉愛爾蘭，他們的住處鼠患成災，下雨天可能造成化糞池滿溢，酒鬼父親喝光家裏所有錢財，連生存都有困難。在母親安琪拉．麥考特的教養與對於宗教信仰的支持下，法蘭克．麥考特知道不要怨天尤人，以堅強的意志與生命力撐過悲慘貧困的年少時光，成年後返回美國在紐約高中與大學執教，並陸續接回家人到美國團聚生活。

## 改編作品
《安琪拉的灰燼》於1999年被改編為電影《天使的孩子》。